# Langsdorfer Frieden
Der Langsdorfer Frieden (auch Langsdorfer Verträge) vom 10./11. September 1263 sprach im Thüringisch-hessischen Erbfolgekrieg (1247–1264) Heinrich I. von Hessen, dem Sohn der Sophie von Brabant, die Grafschaft Hessen zu.
1263 wurde Langsdorf als neutral gelegener Verhandlungsort über Gebietsstreitigkeiten zwischen Markgraf Heinrich dem Erlauchten von Meißen, Sophie von Brabant und dem Erzbischof von Mainz, Werner von Eppstein gewählt.
Das Ergebnis, die Ablösung Hessens von der Landgrafschaft Thüringen und dessen Souveränität, wurde im Langsdorfer Frieden proklamiert. Heinrich I. wurde zum ersten Landgrafen von Hessen.
Die Mainzer-Domkapitel-Urkunde zum Langsdorfer Frieden liegt im Staatsarchiv Würzburg.

## Ausstellung
- 2013/2014: 750 Jahre Langsdorfer Verträge, verschiedene Ausstellungsorte, darunter Universitätsbibliothek der Justus-Liebig-Universität Gießen und zuletzt in der Mainzer Martinus-Bibliothek. Broschüre.[1]